# Бумаколь
Бумако́ль (каз. Бумакөл) — село у складі Бурлінського району Західноказахстанської області Казахстану. Входить до складу Бумакольського сільського округу.
Населення — 619 осіб (2021; 714 у 2009, 773 у 1999, 743 у 1989).